# Torsten Mattuschka
Torsten Mattuschka (Cottbus, 4 ottobre 1980) è un allenatore di calcio ed ex calciatore tedesco, di ruolo centrocampista.

## Palmarès

### Giocatore

#### Competizioni nazionali
- 3. Liga: 1

Union Berlino: 2008-2009